# Naira Agababean
Naira Agababean est une joueuse d'échecs moldave née le 19 janvier 1951. Elle a le titre de grand maître international féminin d'échecs depuis 1998. Elle remporta huit fois le championnat de Moldavie féminin de 1977 à 1996.

## Biographie et carrière
En 1970, Naira  Agababean remporta le championnat de la République soviétique d'Arménie.
Naira Agababean a remporté à six reprises le championnat de la République soviétique de Moldavie : en 1977, 1980, 1981, 1982, 1983, 1984, et deux fois le championnat de la Moldavie féminin 1994 et 1996.
Elle reçut le titre de maître international féminin en 1994 puis le titre de grand maître international féminin quatre ans plus tard en 1998.
Naira  Agababean  a représenté la Moldavie lors des olympiades féminines à huit reprises : de 1992 à 2002, puis en 2006 et 2008, marquant 46,5 points en 77 parties (60 % des points).
Naira  Agababean joua deux pour la Moldavie lors du championnat d'Europe d'échecs des nations :
- en 1992, comme remplaçante, lors du premier championnat d'Europe d'échecs par équipe féminin à Debrecen, en Allemagne (2 parties nulles) ;
- en 2003, au deuxième échiquier lors du cinquième championnat d'Europe d'échecs par équipe féminin à Plovdiv, en Bulgarie (2 points marqué en 9 parties, l'équipe de Moldavie n'avait pas de remplaçante).